# Repair café

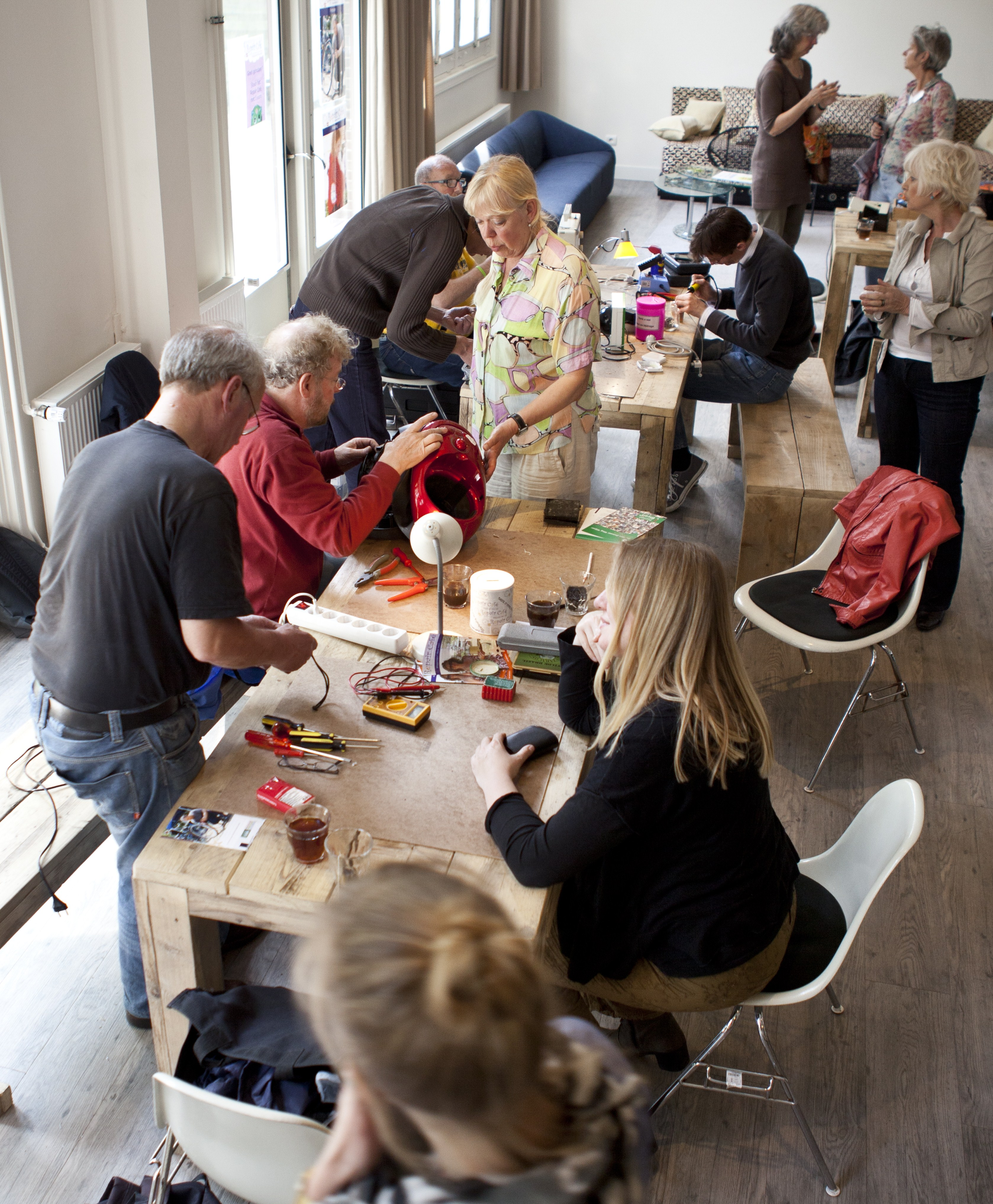
Un repair café à Amsterdam.

Un repair café (littéralement café de réparation) est un atelier consacré à la réparation d'objets et organisé à un niveau local sous forme de tiers-lieu, entre des personnes qui habitent ou fréquentent un même endroit (un quartier ou un village, par exemple).
Ces personnes se rencontrent périodiquement en un lieu déterminé (par exemple un café, une salle des fêtes ou un local associatif) où des outils sont mis à leur disposition et où ils peuvent réparer un objet qu'ils ont apporté, aidé par des volontaires. Les objectifs de cette démarche alternative sont divers : réduire les déchets, préserver l'art de réparer des objets, transmettre des connaissances, venir en aide aux ménages rencontrant des difficultés financières ou renforcer la cohésion sociale entre les habitants des environs.

## Histoire
Le concept des repair cafés est imaginé par Martine Postma, une militante écologiste néerlandaise, ancienne journaliste, née en 1970. En 2009, elle occupe un mandat en tant que représentante d'un parti non élu au conseil communal d'Oost-Watergraafsmeer, ancien arrondissement de la ville d'Amsterdam. C'est dans ce cadre qu'elle propose son initiative de repair café. Le premier s'est tenu le 18 octobre 2009 au Fijnhout Theater.
Une association est fondée le 2 mars 2010, le Stichting repair café, ayant pour objet de soutenir les nouveaux groupes locaux qui veulent mettre en place un repair café. En septembre 2013, il y avait aux Pays-Bas plus de 150 groupes réguliers basés sur le concept(nl). 
Le concept est par la suite repris dans d'autres pays.
Le mouvement Repair Café est né en France au printemps 2013, à Paris, Vauréal (Val-d'Oise), Nice (Alpes-Maritimes) et Valbonne Sophia Antipolis (Alpes-Maritimes). 
Dès 2014 un projet de "Repair Café France" voit le jour à l'initiative des Repair Cafés Sophia Antipolis, Paris et Vauréal pour contribuer au développement du mouvement en France, mais ce projet ne se concrétise qu'en 2017 en lien avec la Fondation Stichting Repair Café. 
À Strasbourg, l'association Repair Café Eurométropole Strasbourg créée en 2016, permet de venir apprendre à réparer des appareils de petit électroménager comme des machines à coudre, grilles-pain, matériels hi-fi ou des micro-ondes par exemple. 950 kilos de matériel auraient été réhabilités depuis la création de l'association. 
Dans les Hauts-de-France, la centaine de Repair Cafés est organisée en réseau et programme depuis 2021 les "Hauts-de-France réparent", une journée dédiée à la réparation à la mi-octobre. 
Fin 2021, 2 234 Repair Cafés sont recensés dans une quinzaine de pays différents, dont 350 en France.
Au vu de cette croissance, il semble que ce mode d'innovation sociale réponde à un besoin. Il semble même que le Repair Café réponde à plusieurs besoins. C'est quelquefois le refus du gaspillage qui est la préoccupation majeure. Pour d'autres groupes,  ce sont des motivations financières (diminution des dépenses du ménage, revalorisation de ce qu'on possède), ou plus sociales (contacts entre voisins, lutte contre la solitude en impliquant par exemple les personnes âgées ou les chômeurs, partage de connaissance). Cette diversité explique le brassage des catégories sociales au sein d'un même groupe de repair café.

## À l'étranger
Des publications dans les médias étrangers ont suscité l'intérêt des citoyens dans divers pays d'Europe et même au-delà,,,,.
En 2012, les premiers repair cafés à Bruxelles et Anvers ont attiré immédiatement plus d'une centaine de participants. À la mi-2013, il y avait quarante sites de Repair Café en Belgique,.
La même année, on en trouve aussi en Allemagne, Autriche, Suisse, France, Angleterre, au Canada, États-Unis, au Brésil (Sao Paulo) et en Australie. Plus loin et plus tard, on en trouve au Danemark et en Suède.